# طب الأعصاب والغدد الصم
طب الأعصاب والغدد الصم هو فرع علم الأحياء (تحديدًا علم وظائف الأعضاء) الذي يدرس العلاقة بين الجهاز العصبي وجهاز الغدد الصماء، أو بعبارة أخرى كيف ينظّم الدماغ النشاط الهرموني في الجسم. غالبًا ما تعمل الأجهزة العصبية والغدد الصماء معًا، لتنظيم العمليات الفيزيولوجية في الجسم البشري، ومن هنا جاء مصطلح «التكامل العصبي الغدّي الصمّاوي». نشأ طب الأعصاب والغدد الصم، عندما اُكتشف أنّ الوطاء ينظّم إفراز هرمونات الغدّة النخامية، ثمّ توسّع ليكتشف ارتباطات جديدة بين جهاز الغدد الصم والجهاز العصبي.
الجهاز الغدي الصماوي العصبي هو الآلية التي يحافظ بها الوطاء على الاستتباب الداخلي، وينظم التكاثر، والاستقلاب، وسلوك الأكل والشرب، واستخدام الطاقة، والأسمولية، وضغط الدم.

## الجهاز الغدي الصماوي العصبي

المحور الوطائي - النخامي - التناسلي

محاور الجهاز الغدّي الصماوي العصبي الأساسيّة:
- المحور الوطائي النخامي الكظري
- المحور الوطائي النخامي الدرقي
- المحور الوطائي النخامي التناسلي
- المحور الوطائي - النخامي - الكظريالمحور الوطائي - النخامي - الدرقيالمحور الوطائي النخامي العصبي[2]

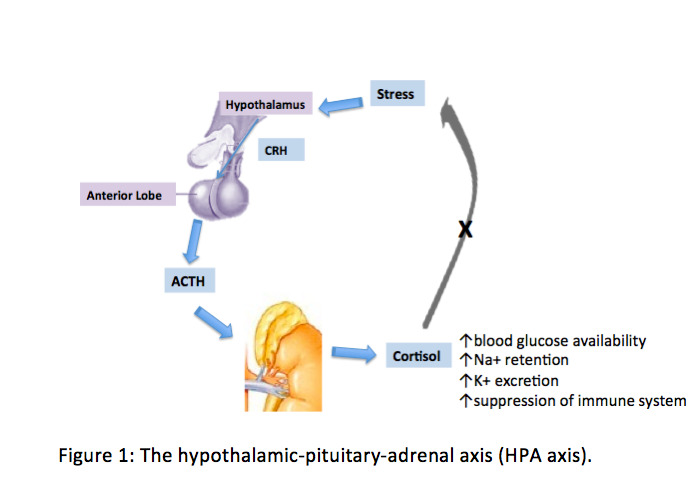
المحور الوطائي - النخامي - الكظري

المحور الوطائي - النخامي - الدرقي

يتكون الجهاز الغدّي الصمّاوي من مجموعة متنوعة من الغدد المنتشرة في كل أنحاء الجسم، تنتج هذه الغدد وتحرّر موادًا ذات تركيب كيمائي مختلف، منها الببتيدات، والستيرويدات، والأمينات العصبية، تعمل هذه الهرمونات مجتمعةً على تنظيم العمليات الفيزيولوجية في جسم الإنسان.
يُفرَز الأوكسيتوسين والفازوبريسين (يسمّى أيضًا الهرمون المضاد للإبالة)، وهما هرمونان نخاميان عصبيان، يفرزان من النهايات العصبيّة للخلايا العصبية المُفرزة كبيرة الخلايا، ومباشرةً بعدها إلى المجرى الدموي، توجد أجسام النهايات العصبية المفرزة للأوكسيتوسين والفازوبريسين على التوالي في النواة جانب البُطينية، والنواق فوق البصرية، ويُنظَّم إفرازهما من خلال تداخل عصبي من أماكن أخرى من الدماغ.
على النقيض من ذلك، تُفرَز هرمونات الغدة النخامية الأمامية (النخامة الغدية) من خلايا غدّية لا تُعصَّب بشكل مباشر من الوطاء عند الثديات، هذه الهرمونات هي:الهرمون الموجّه لقشر الكظر، والهرمون الملوتن، والهرمون المنبّه للجريب، والهرمون الموجّه للغدّة الدرقية، وهرمون البرولاكيتن، وهرمون النمو. يُسيطر الوطاء على إفراز هرمونات النخامة الأمامية من خلال عوامل الإطلاق وعوامل تثبيط الإطلاق. تنتقل هذه العوامل من الخلايا العصبية في الوطاء، عبر أوعيّة دموية في قاعدة الدماغ، بالقرب من البارزة الناصفة، لتصل إلى الخلايا الغدّية في النخامة الأمامية، وترتبط بالمستقبلات على سطح الخلايا الغدّية، وتنظّم عملها.
على سبيل المثال، يُسيطَر على إفراز هرمون النمو عن طريق محورَين نخاميين عصبيين، هما الخلايا العصبية المفرزة للهرمون المطلق لهرمون النمو، والخلايا العصبيّة المُفرزة للسوماتوستاتين، اللذان على التوالي يحرّضان ويثبّطان إفراز هرمون النمو. توجد الخلايا العصبية المُفرزة للهرمون المطلق لهرمون النمو في النواة المُقوّسة في الوطاء، بينما توجد الخلايا العصبيّة المُفرزة للسوماتوستانين في النواة جانب البطينية. يُفرَز هرمون النمو على شكل نبضات، تنشأ من حلقات متناوبة من إفراز الهرمون المُطلق لهرمون النمو والسوماتوستاتين، والتي قد تعكس التفاعلات العصبية بين العاملَين الأخيرَين، والتلقيم الراجع السلبي من هرمون النمو.
تتحكّم أنظمة الغدد الصم العصبية في التكاثر بجميع جوانبه، من التقارب إلى السلوك الجنسي. تتحكّم أيضًا في تكوين الحيوانات المنوية، والدورة المبيضية، والولادة، والرضاعة، والسلوك الأمومي. لها دور هام أيضًا في استجابة الجسم للإجهاد والعدوى. تنظّم عملية التمثيل الغذائي في الجسم، وتؤثر على سلوك الأكل والشرب، وعلى كيفية استخدام الطاقة المستهلكة، مثل كيفية استقلاب الدهون، وتؤثر على الحالة المزاجية وتنظمها، ولها دور هام في الاستتباب الداخلي لسوائل الجسم والمواد المنحلة، وتنظيم ضغط الدم. 
الخلايا العصبية في الجهاز الغدي الصماوي العصبي هي خلايا كبيرة، وبمثابة مصانع صغيرة لمُنتجاتها الهرمونية. نهاياتها العصبيّة كبيرة أيضًا ومُرتّبة بشكل متناسق، وبإمكاننا قياس مُفرزاتها في الدم بسهولة، ما هي المواد التي تنتجها هذه الخلايا؟ وما هي العناصر التي تحفّزها للإنتاج؟ هي في الحقيقة أسئلة قابلة للحل من خلال الفرضية والتجربة، ممّا يجعل من هذه الخلايا العصبيّة نموذجًا جيّدًا، يمكّننا من الإجابة على أسئلة عامة مهمّة، مثل كيف تنظّم الخلية العصبيّة إنتاج وتخزين وإفراغ مفرزاتها؟ وكيف تنتقل المعلومات العصبيّة وتُشفَّر على شكل إشارات عصبيّة عبر الأعصاب؟ 

### الغدّة النخامية

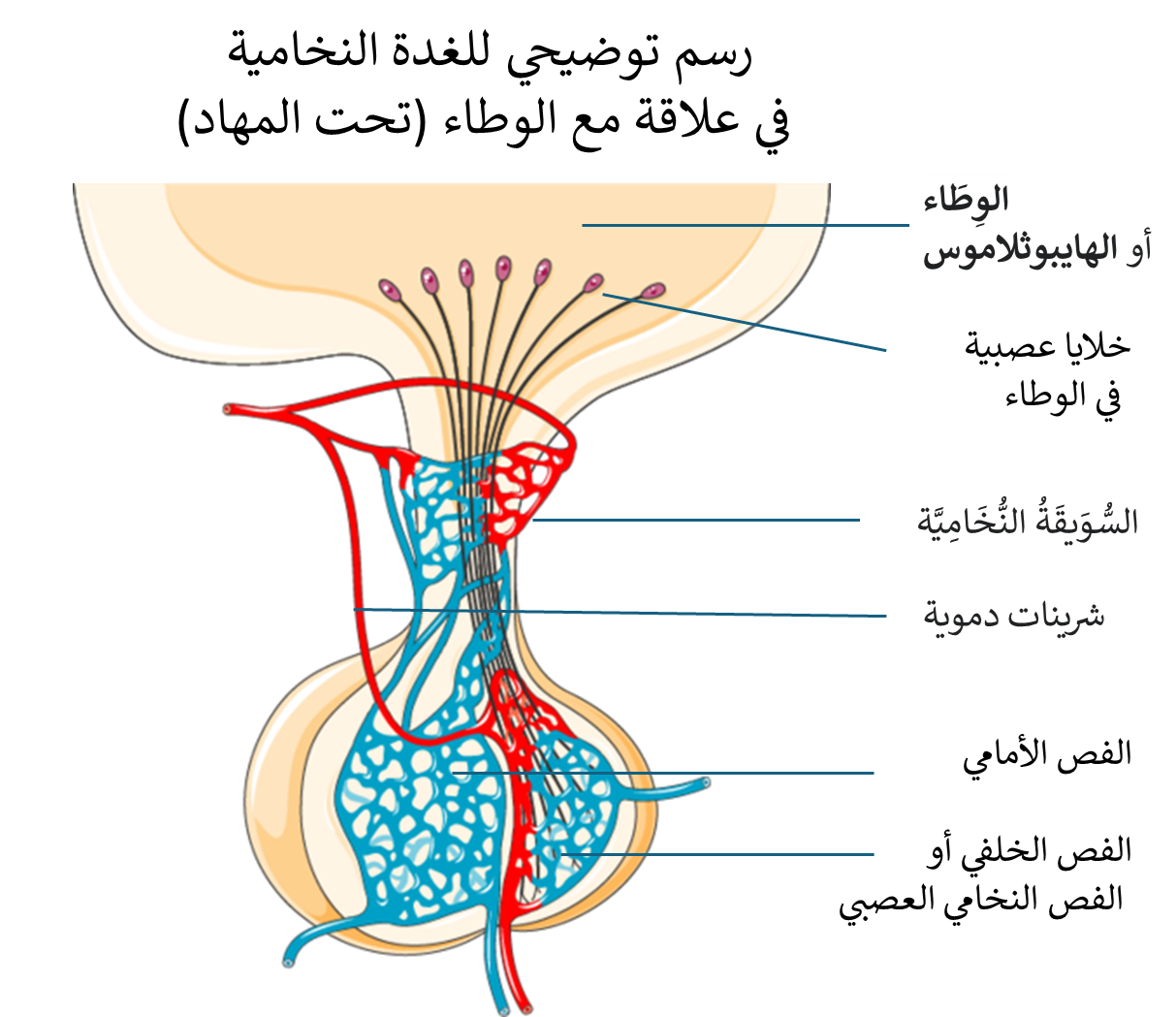
رسم توضيحي للغدة النخامية

تنقسم الغدة النخامية إلى قسمين: الغدة النخامية الأمامية، والغدة النخامية الخلفية. يتحكّم الوطاء بإفراز هرمونات الغدة النخامية الأمامية عن طريق العوامل التي يطلقها عبر الجهاز الوطائي النخامي البابي إلى النخامة الأمامية. على سبيل المثال، يحفّز الهرمون المطلق للموجّهة الدرقية إفراز الهرمون الموجّه للغدة الدرقية من النخامة الأمامية.
يعصّب الوطاء النخامة الخلفيّة بشكل مباشر. تُنتَج هرمونات الأوكسيتوسين والفازوبريسين في خلايا عصبيّة صمّاوية في الوطاء، وتُخزَّن في النهايات العصبيّة في الغدة النخامية الخلفية. وتُحرَّر بعدها مباشرةً إلى الدورة الدموية الجهازية.

## التاريخ

### الروّاد
يعتبر كل من إرنست وبيرتا شريرر من جامعة ميونخ للطب المؤسِّسَين الأساسيَين لمجال طب الأعصاب والغدد الصم، إثر ملاحظاتهم الأولية ومقترحاتهم في عام 1945 حول الببتيدات العصبية.
من جهة أخرى، يعتبر الكثيرون جيفري هاريس(أستاذ تشريح في جامعة أكسفورد) الأب لطب الأعصاب والغدد الصم. يعود إلى هاريس الفضل في إظهار أن هرمونات تفرزها خلايا عصبيّة في الوطاء تنظّم إفراز هرمونات النخامة الأمامية، بينما تُفرز منتجات النخامة الخلفيّة من النهايات العصبيّة مباشرةً إلى المجرى الدموي. أُنجَز هذا العمل بالتعاون مع دورا جاكوبسون من جامعة لوند.
يعتبر الهرمون المُطلِق للموجّهة الدرقية، والهرمون المطلق للموجّهة التناسلية، أول العوامل التي اُكتشفَت. الهرمون المطلق للموجّهة الدرقية هو ببتيد صغير، يحفّز إنتاج الهرمون الموجّه للغدة الدرقية من النخامة الأمامية. بينما يحفّز الهرمون المطلق لموجّهة الغدد التناسلية إفراز كل من الهرمون الملوتن والهرمون المنبّة للجريب.
عزل روجر غيلمين، طالب الطب في كلية الطب في ليون، وأندرو دبليو شالي من جامعة تولين، هذه العوامل من الوطاء في أدمغة الأغنام والخنازير، ثم درسا تركيبها. حصل كل من غيلمين وشالي على جائزة نوبل في علم وظائف الأعضاء والطب في عام 1977لمساهمتهما في فهم إنتاج الهرمونات الببتيدية في الدماغ.
في عام 1952، كتب أندور سينتيفاني، من جامعة جنوب فلوريدا، وجيزا فيليب أول ورقة بحثية في العالم تُظهر كيف يحدث التحكّم العصبي بالمناعة في الوطاء.

### منظور حديث
اليوم، يشمل مجال طب الأعصاب والغدد الصم مجموعة واسعة من الموضوعات التي نشأت بشكل مباشر أو غير مباشر من المفهوم الأساسي للخلايا العصبية الغدّية الصمّاوية.
كانت أنظمة الغدد الصم العصبية مهمة لفهمنا للعديد من المبادئ الأساسية في علم الأعصاب وعلم وظائف الأعضاء، على سبيل المثال، فهم العلاقة بين التحفيز والإفراز. 
يُستخدم طب الأعصاب والغدد الصم أيضًا في فهم وعلاج اضطرابات الدماغ البيولوجية العصبيّة. أحد الأمثلة على ذلك هو علاج أعراض اضطرابات المزاج عن طريق هرمون الغدة الدرقية. وآخر ما اُكتشَف هو وجود مشكلة في نقل هرمون الغدّة الدرقية(ثيروكسين) في السائل الدماغي الشوكي لمرضى الفُصام.